# The Riverboat Gamblers
The Riverboat Gamblers is een Amerikaanse punkband opgericht in 1997 in Denton, Texas. De band bevindt zich nu in Austin, Texas en bestaat uit gitarist Fadi El-Assad, zanger Mike Wiebe, gitarist Ian McDougall, bassist Rob Marchant, en drummer Ian Walling.

## Geschiedenis

### Formatie en vroege jaren (1997-2000)
In 1997 werd The Riverboat Gamblers opgericht door bassist Patrick Lillard ("Spider Stewart") en gitarist Fadi El-Assad ("Freddy Castro") samen met zanger Mike Wiebe ("Rookie Sensation"). Het idee was om het geluid van een rockband genaamd The Candy Snatchers na te bootsen, wat ongebruikelijk was in een tijd waarin emocore erg populair was. De band begon met het spelen van kleine shows in en rondom Denton.

### Doorbraak en eerste uitgaves (2001-2004)
Het debuutalbum van de band, getiteld The Riverboat Gamblers, werd in september 2001 uitgegeven door Vile Beat Records. De band ontving vanwege energieke en luidruchtige shows op het SXSW-festival aandacht van enkele grote platenmaatschappijen, maar de band tekende uiteindelijk een contract bij het kleinere label Gearhead Records. In 2003 werd via dit label het tweede studioalbum Something to Crow About uitgegeven. De band verhuisde hierna naar Denton, Texas.
Het derde studioalbum Backsides werd uitgebracht in september 2004 door Beatville Records en Vile Beat Records. De bandleden hadden besloten om Gearhead Records te verlaten omdat ze vaker op tournee wilden gaan.

### Nieuw label en succes (2005-2008)
In april 2005 tekende The Riverboat Gamblers een contract bij Volcom Entertainment en speelde dat jaar ook op Warped Tour. De band tourde in deze periode onder andere met Joan Jett, X, Rollins Band, Social Distortion, Flogging Molly, Rancid, Rise Against, Bad Religion, Rocket of the Crypt, en Nine Inch Nails. Het vierde en meest succesvolle studioalbum van de band getiteld To the Confusion of Our Enemies werd uitgebracht in april 2006 via Volcom Entertainment.

### 2009-heden
De band ging in 2011 op een landelijke tournee samen met Dead to Me en Off with Their Heads alvorens terug te keren naar de studio om te het studioalbum The Wolf You Feed (2012) te voltooien.
Op 18 maart 2016, tijdens een show van The Riverboat Gamblers op SXSW, kreeg Wiebe leed ingeklapte long en gebroken ribben na een ongelukkige val. De band annuleerde de geplande shows en Wiebe ging naar het ziekenhuis. Via donaties van fans werden de medische kosten voor het herstel van Wiebe gefinancierd.

## Leden
- Fadi El-Assad ("Freddy Castro") - gitaar
- Mike Wiebe ("Teko Buller" og "Rookie Sensation") - zang
- Ian McDougall - gitaar
- Rob Marchant - basgitaar
- Ian Walling - drums

## Discografie

### Studioalbums
- The Riverboat Gamblers (Beatville Records/Vilebeat Records, 2001)
- Something to Crow About (Gearhead Records, 2003)
- Backsides (Beatville Records/Vilebeat Records, 2004)
- To the Confusion of Our Enemies (Volcom Entertainment/No Idea Records, 2006)
- Underneath the Owl (Volcom Entertainment, 2009)
- The Wolf You Feed (Volcom Entertainment, 2012)